# Molve Grede
Molve Grede – wieś w Chorwacji, w żupanii kopriwnicko-kriżewczyńskiej, w gminie Molve. W 2011 roku liczyła 280 mieszkańców.